# Tanna (île)
Pour les articles homonymes, voir Tanna.
Tanna (parfois Tana) est une île volcanique qui fait partie de l’archipel du Vanuatu, dans le Pacifique sud, plus précisément dans la mer de Corail.
Tanna est la seconde île du Vanuatu en termes de démographie, avec 40 603 habitants. C'est aussi l'une des îles les plus visitées du Vanuatu. Elle est surtout connue pour son volcan actif, le Mt. Yasur, ainsi que par la vivacité de ses traditions culturelles.

## Géographie

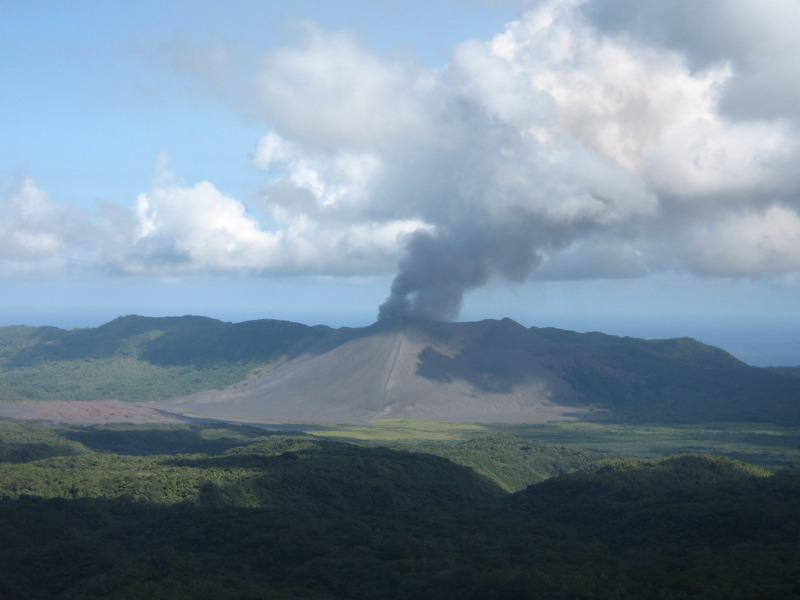
Le volcan Yasur.

Tanna est située dans la province de Taféa, au Sud du Vanuatu, entre Erromango et Aneityum. L’île la plus proche est Aniwa, à 25 km au nord-est.
L’île mesure 40 km de long par 19 km de large, soit une superficie totale de 550 km2. Sa population était en 2020 de 40 603 habitants, une hausse de 41% par rapport au total de 28 799 observé en 2009.
Le mont Tukosmera est le point culminant à 1 084 m, le deuxième sommet est le Melen à 1 047 m. L’activité volcanique a commencé il y a quelque 3 millions d’années en formant Green Hill. Le Yasur (altitude 361 m), situé sur le littoral au Sud-Est, est réputé le volcan le plus accessible du monde dont le cratère mesure 700 m sur 400 m. Son activité évolue de 0 à 4 sur l’échelle d’alerte. Il est surveillé par une station située à 2 km.

## Histoire

### Premiers contacts avec les occidentaux

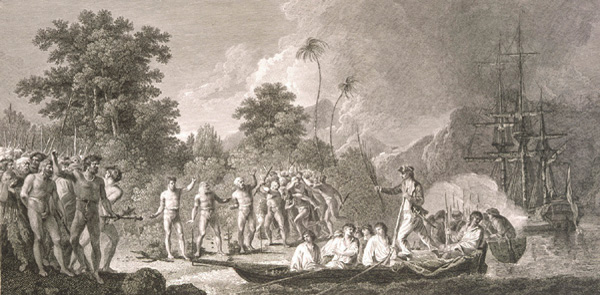
L’arrivée de James Cook à Tanna.

En août 1774, James Cook est le premier Européen à débarquer sur l’île dans une baie qu’il nomme Résolution comme son navire.
En 1860, Henry Ross Levin s’installe comme recruteur (surnommé blackbirder), soutenu par les chefs de Lenakel. D’autres blancs se joignent au Roi blanc et cultivent le coton mais après son assassinat en 1868, tous quittent peu à peu l’île.

### Gouvernement provisoire
Le 27 novembre 1977, à la suite du coup d'état et de la condamnation d'Antoine Fornelli, le Vanua'aku Pati proclame un gouvernement provisoire et décide de hisser à son tour un drapeau, ce à quoi s’opposent les mouvements John Frum et Forcana dont les drapeaux avaient été confisqués. À Tanna, ils renoncent à la suite des négociations, alors qu’ailleurs dans l’archipel, il flotte au prix d’émeutes. Mais ensuite le GPP passe aux mains de commissaires qui déclarent Lénakel, White Sand et Waïsisi territoire indépendant. Le 12 février 1978, Alexis Yolou prend la tête des coutumiers pour assiéger le VAP et confisquer le drapeau.
Après la victoire aux élections du Vanuaaku Pati, le pasteur Walter Lini devient Premier ministre en novembre 1979.

### Sécessionnisme à l'indépendance du Vanuatu
Le 1er janvier 1980 : l’indépendance de Taféa, nom formé des initiales des îles de Tanna, Anatom, Futuna, Erromango et Aniwa qu’elle regroupe, est proclamée à Tanna à l’initiative de l’alliance Kapiel, un second mouvement sécessionniste qui hisse son drapeau représentant une étoile jaune à cinq branches sur fond vert avec trois barres jaunes sur le côté gauche. Il s’agit de regrouper les cinq îles de la coutume qui ne reconnaissent plus le gouvernement du Condominium des Nouvelles-Hébrides ni le condominium, toutefois ils envisagent de demander leur aide à la France, Nouméa, Paris, la Corse et l’Amérique. Ils souhaitent que le délégué français reste à Isangel et ainsi empêcher l’installation du délégué du gouvernement provisoire. Malgré le départ du délégué français ils essayent d’empêcher par la force l’installation du délégué du gouvernement provisoire mais le mouvement est vaincu par les Britanniques le 26 mai 1980.
Tafea continue néanmoins d'exister en tant que province du Vanuatu, sa capitale reste Isangel.
Le 1er juin 1980, les îles Espiritu Santo et Tanna tentent encore de faire sécession sous la conduite de Jimmy Stevens, soutenu par la fondation Phenix, qui forme un gouvernement à Santo dont il se proclame Premier ministre le 5 juin et hisse un drapeau à l’étoile verte sur fond bleu. Mais, le GPP fait appel à un contingent de Papouasie-Nouvelle-Guinée pour rétablir l’ordre dans l’île de Santo. Le Veremana est aboli le 21 août 1980, et Stevens condamné à quatorze ans de prison.
Le 11 juin 1980, les Kapiel vont à Isangel sous la conduite du député Alexis Yolou mais les miliciens du gouvernement font feu au moment où ils allaient se retirer et blessèrent mortellement Yolou. Le 30 juillet 1980 l'indépendance du Vanuatu est proclamée.
En juillet 1981, la police fait descendre les drapeaux américains et français d’Ipeukel et ordonne que soit hissé tous les jours le drapeau du Vanuatu.

## Culture
En bichlamar, les habitants s'appellent man Tanna, parfois traduit par Tannais en français.[réf. nécessaire]

### Culte du Prince Philip
Les villages de Yakel et Yaohnanen, au sud de l'île, sont connus pour pratiquer le culte du Prince Philip. Selon les croyances locales, celui-ci serait l'esprit réincarné d'un dieu de la montagne qui serait parti à l'étranger pour épouser une femme puissante,.

### Mouvement John Frum

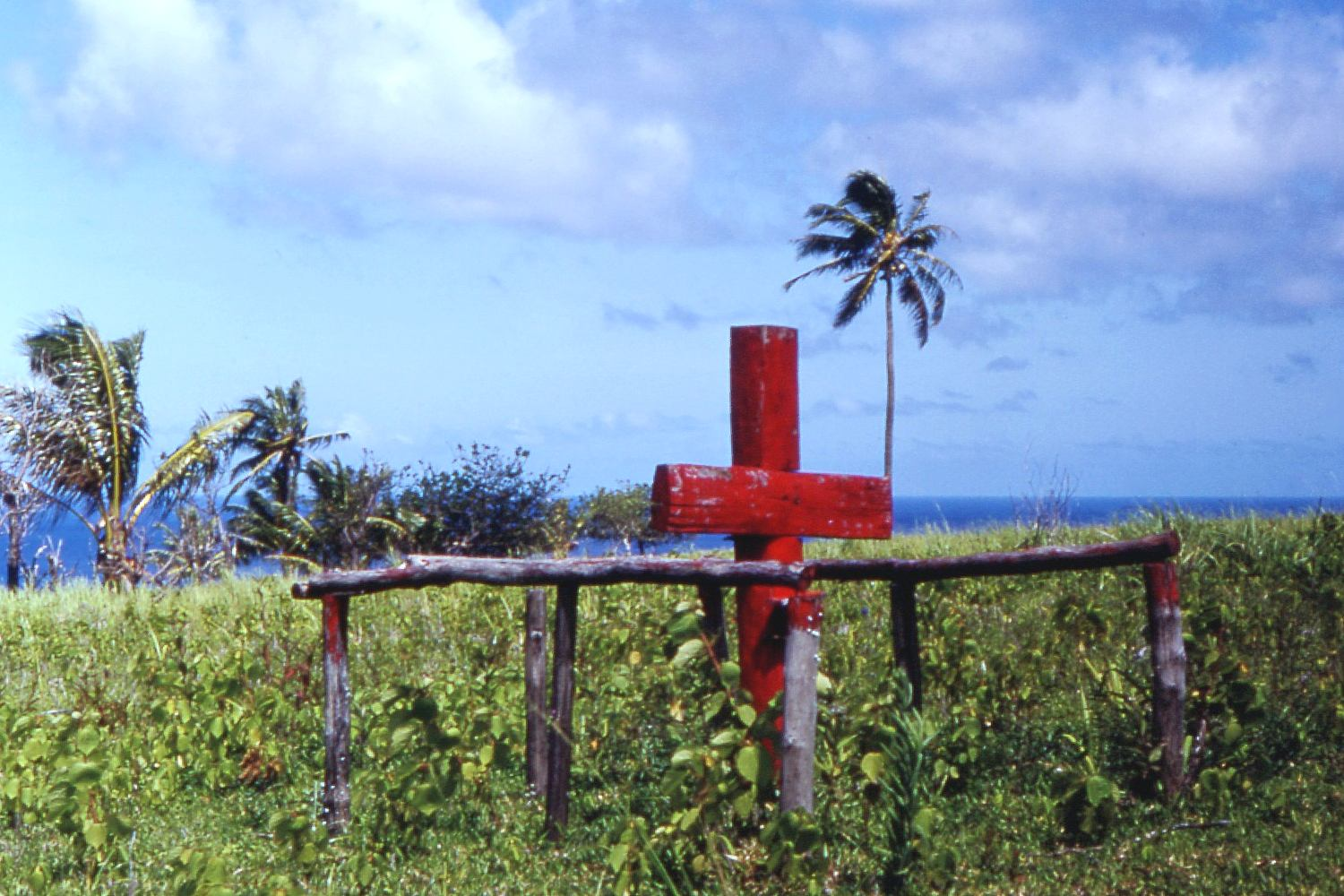
Une croix de cérémonie de John Frum.

Tanna a été le lieu de naissance du mouvement John Frum fondé sur le culte du cargo né durant la Seconde Guerre mondiale : les adhérents de ce culte suivent la voix d’un soldat américain qui aurait rencontré un chef et recommandé de revenir à la stricte tradition et de chasser les Européens. À la suite de quoi, ils pourraient s’attendre, sans aucun effort, à l’abondance de nourriture et de biens ; ce qu’ils ont cru reconnaître dans le débarquement de troupes américaines. Ainsi, leur emblème est devenue la croix rouge puis pour les John Frum coutumiers, une croix noire. Ils craignaient le Vanua'aku Pati (VAP), le parti indigène dominant à la veille de l'indépendance qu’ils assimilaient à la Tanna Law. Le 15 février 1978, pour la première fois, les John Frum tiennent leur cérémonie annuelle en présence du commissaire–résident de France, la télévision et de nombreux notables, mais ce jour-là c’est le drapeau des États-Unis qu’ils hissent. Les soldats de la Tanna Army ont l’habitude de hisser la bannière étoilée, le drapeau des marines, le drapeau français et celui de la Croix-Rouge - les emblèmes des différents bienfaiteurs de l’île. Ces soldats se démarquent par leur tenue. Vêtus uniquement d’un pantalon en jean, ils marchent pieds nus, les lettres USA peintes en rouge sur leur torse.

### Coutumes
Les particularités culturelles de l’île sont la conséquence de son histoire. Les coutumes ancestrales sont le modèle dominant. Des cérémonies avec danses, chants et offrandes entre clans ont lieu tout au long de l’année.
- Propriété foncière

Le droit foncier appartient aux premiers hommes et les droits hérités sont limités en nombre et chaque titre coutumier représente une fraction du patrimoine familial. Des échanges sont possibles entre clans par le mariage ou par l’adoption. Les exclus de la coutume faute de nom coutumiers se tournent vers l’émigration ou le mode de vie économique (taxi, culture commerciale, tourisme, études scolaires...). Une loi du Vanuatu de 1983 permet la location d’un terrain à usage d’habitation pour un maximum de 75 ans, les durées de location dans des buts commerciaux y compris l’agriculture sont plus courtes, afin d’éviter une aliénation définitive des terrains, mais les chefs de Tanna n’adhèrent pas à la logique individualiste de l’enregistrement des territoires et la résolution des conflits par le tribunal car la propriété coutumière est familiale et non individuelle et ils craignent que ce soit au contraire une brèche pour une nouvelle colonisation.
- Sur le littoral, les anciens terrains des missionnaires sont habités par les chrétiens, majoritairement du Vanuaaku Pati.
- Le Président du Conseil des chefs de Tanna, Tom Numake Tuan s’était éloigné de son territoire, mais après l’indépendance, il a regagné White Grass pour exploiter des bungalows touristiques et élever du bétail en liberté.
- Le Nekoviar ou Toka est un ensemble de cérémonies qui marquait la fin de guerres tribales avec des réjouissances et des danses, originellement.

## Langues
Cinq langues distinctes sont parlées à Tanna :
| Langue             | Code | Locuteurs |
| ------------------ | ---- | --------- |
| Kwamera (avava)    | tnk  | 3 500     |
| Lenakel            | tnl  | 11 500    |
| Tanna du Nord      | tnn  | 5 000     |
| Tanna du Sud-Ouest | nwi  | 5 000     |
| Whitesands         | tnp  | 7 500     |

Tout comme l'ensemble des 138 langues autochtones du Vanuatu, les cinq parlées à Tanna appartiennent à la famille océanienne, au sein du phylum austronésien. Parmi elles, le lenakel est la langue vernaculaire qui compte le plus grand nombre de locuteurs de tout l'archipel.
Par ailleurs, le bichelamar est employé comme langue véhiculaire.

## Économie
La production agricole est essentiellement vivrière et peu commercialisée, un peu de coprah, oignons, ignames, fruits, etc., c’est principalement le café qui est exporté de Tanna. Le sol volcanique est fertile mais une grande part de cultures est à l’usage du clan dans les jardins coutumiers (ignames, bananes, kava et secondairement taros, maïs, manioc, canne à sucre,…).
Le tourisme est très développé sur Tanna, avec diverses possibilités d’hébergement et des excursions organisées depuis Port-Vila. Les attraits majeurs sont le volcan Yasur, les chevaux sauvages de White Grass et les cascades chaudes de Port Résolution.

## Transports
L'aéroport de Tanna est le Whitegrass Airport, code TAH.

## Personnalités
Antoine Fornelli, réputé roi (blanc, corse) de Tanna, dans les années 1970,

## Divers
- Les coordonnées de Tanna - 169° de longitude Ouest et 19° de latitude Sud - sont celles données pour l’île Escondida (l’île cachée), de la bande dessinée d'Hugo Pratt, La Ballade de la mer salée, premier volume des aventures de Corto Maltese. Cependant, Hugo Pratt  a dit que son modèle d'île était Abaiang (1°N, 172°E), un atoll des Îles Gilbert (Kiribati) et, la carte marine d’Abaiang / Escondida, figure dans le volume.
- Ile d’accueil de l’équipe des jaunes pour l’édition 2006 du jeu télévisé Koh-Lanta au Vanuatu.
- Tanna a accueilli l’équipe de tournage de la série Foudre, lors de la saison 2.

### Filmographie
- Tanna Vanuatu, titre d'un film documentaire (1999, 52 min), de Luc Riolon (IRD), dédié à l'ethnologue Joël Bonnemaison
- Dieu est Américain, titre d'un film documentaire (2007, 52 min), de Richard Martin-Jordan, sur le culte de John Frum à Tanna.
- Tanna, titre d'un film de fiction, tourné sur l'île de Tanna, sorti en 2015